# Martín Emilio Vázquez
Martín Emilio Vázquez Broquetas (Montevideo, 14 gennaio 1969) è un arbitro di calcio uruguaiano.

## Carriera
Internazionale dal 2001 ha diretto in vari tornei della FIFA, tra cui le qualificazioni per Germania 2006 e il torneo calcistico di Pechino 2008, dove dirige, tra le altre partite, anche Italia-Camerun e il derby sudamericano in semifinale Argentina-Brasile, figurando assai bene.
Nel dicembre 2008 ha così ottenuto la pre-selezione per Sudafrica 2010: nel gruppo dei 38 arbitri precandidati, trova posto anche il connazionale Jorge Larrionda, e quella uruguayana diventa così l'unica Federazione, oltre alla messicana e alla neozelandese, a poter vantare due candidati per il Mondiale 2010.
Nel 2008 dirige anche una semifinale di Copa Libertadores.
Nell'ottobre 2009 giunge la convocazione per dirigere al Mondiale Under 17 in Nigeria, dove gli viene anche assegnata la finalissima tra Svizzera e Nigeria.
Conosce il portoghese e risiede a Montevideo.
Il suo nome era inserito nella lista dei 38 preselezionati dalla FIFA per il mondiale 2010, ma nel febbraio 2010 viene scartato nel taglio finale.
Nel maggio 2010, però, a seguito dell'esclusione della terna paraguayana di Carlos Amarilla (a causa dell'infortunio subito da un assistente), l'arbitro uruguayano viene riconvocato per il Mondiale sudafricano
, dove svolge, però, solo le funzioni di quarto ufficiale.
Nel febbraio 2013 si apprende del suo inserimento nella lista di arbitri preselezionati per il mondiale di Brasile 2014. Vázquez subentra al posto del connazionale Roberto Silvera, che era stato selezionato in origine. Tuttavia, il processo di preselezione non lo porta alla fine ad essere selezionato per i mondiali del 2014, anche a causa di diversi infortuni patiti.
Nell'ottobre 2013 è convocato dalla FIFA per il Campionato mondiale di calcio Under 17 2013. Non viene tuttavia impiegato in alcuna gara del torneo, patendo un infortunio che gli impedisce di guarire in tempo.